# Karl Strehl

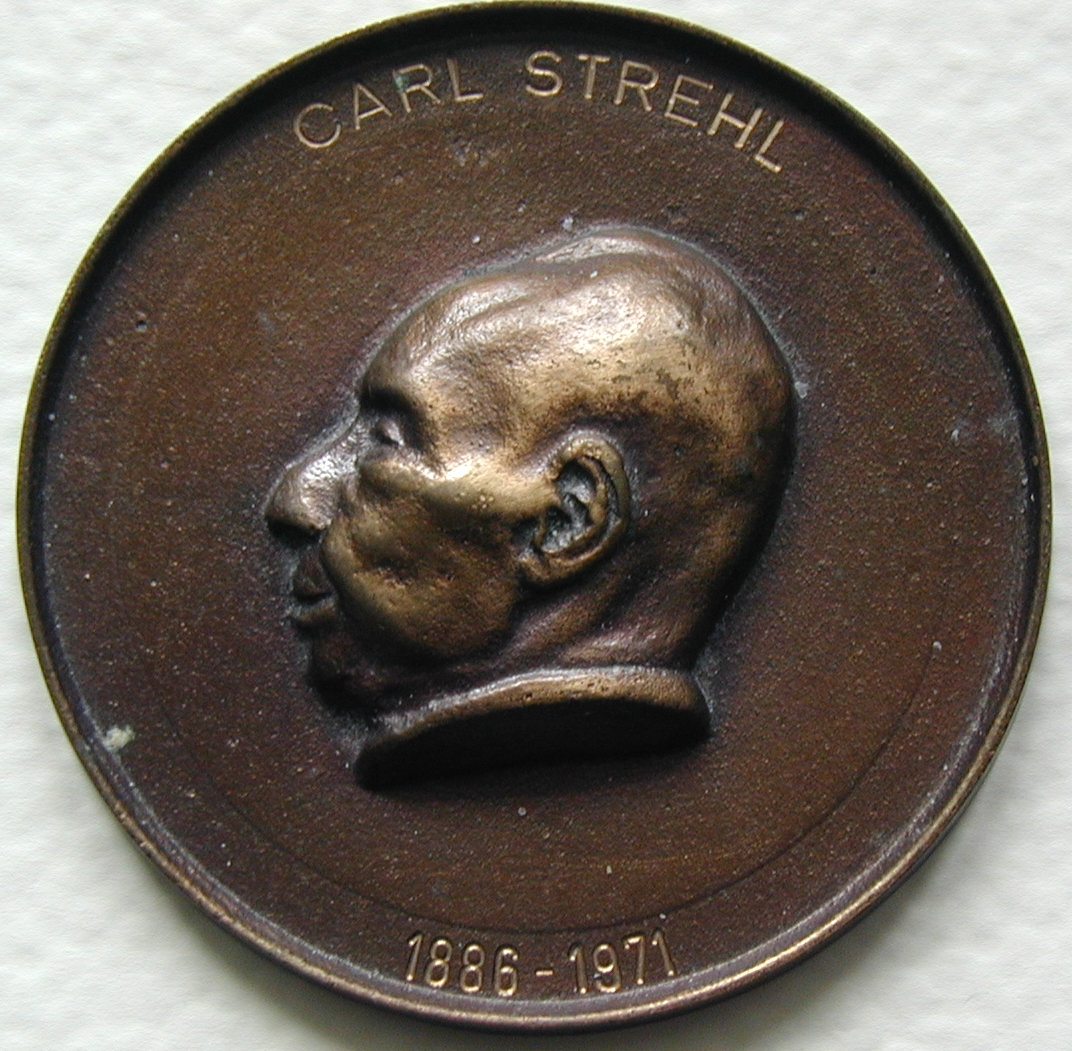
Karl Strehl

Dr. Karl Wilhelm Andreas Strehl (Bayreuth, 30 april 1864 – Hof, 14 juni 1940) was een Duits fysicus en wiskundige. Hij studeerde in Erlangen en München. In 1889 werd hij leraar in Augsburg. Na enkele andere banen werd hij in 1897 docent aan het gymnasium in Erlangen, en in 1905 in Hof, waar hij tot zijn pensioen in 1923 bleef werken.
Strehl had contacten met de vooraanstaande optici van zijn tijd, waaronder Karl Sommerfeld, Ernst Leitz en de firma Steinheil. Zijn hoofdwerk was Theorie des Fernrohrs auf Grund der Beugung des Lichts, een zorgvuldig en mathematisch nauwkeurig geschreven werk dat in 1894 verscheen en waarin hij de theorie van telescopen baseert op diffractie.
Naar hem genoemd is de Strehlverhouding, een veelgebruikte maat voor de optische kwaliteit van een afbeeldend systeem.